# Rod Frawley
Pour les articles homonymes, voir Frawley.
Rod Frawley, né le 8 septembre 1952 à Brisbane, est un joueur australien de tennis.

## Palmarès

### Titre en simple messieurs
| No | Date       | Nom et lieu du tournoi                 | Catégorie | Dotation | Surface      | Finaliste    | Score         |  |
| -- | ---------- | -------------------------------------- | --------- | -------- | ------------ | ------------ | ------------- |  |
| 1  | 04-01-1982 | Tournoi de tennis d'Adélaïde, Adélaïde |           | 75 000 $ | Gazon (ext.) | Lloyd Bourne | 2-6, 6-3, 6-2 |  |

### Finales en simple messieurs
| No | Date       | Nom et lieu du tournoi       | Catégorie  | Dotation | Surface      | Vainqueur | Score    |  |
| -- | ---------- | ---------------------------- | ---------- | -------- | ------------ | --------- | -------- |  |
| 1  | 27-12-1982 | Melbourne Outdoor, Melbourne | Grand Prix | 75 000 $ | Gazon (ext.) | Pat Cash  | 6-4, 7-6 |  |

### Titres en double messieurs
| No | Date       | Nom et lieu du tournoi                  | Catégorie       | Dotation  | Surface      | Partenaire         | Finalistes                    | Score          |  |
| -- | ---------- | --------------------------------------- | --------------- | --------- | ------------ | ------------------ | ----------------------------- | -------------- |  |
| 1  | 15-10-1979 | Australian Indoor Championship Sydney   |                 | 175 000 $ | Dur (int.)   | Francisco González | Vijay Amritraj Pat Dupré      | Forfait        |  |
| 2  | 31-12-1979 | Benson and Hedges Open Auckland         |                 | 50 000 $  | Dur (ext.)   | Peter Feigl        | John Sadri Tim Wilkison       | 6-2, 7-5       |  |
| 3  | 09-06-1980 | The Stella Artois Championships Londres |                 | 125 000 $ | Gazon (ext.) | Geoff Masters      | Paul McNamee Sherwood Stewart | 6-2, 4-6, 11-9 |  |
| 4  | 05-10-1981 | South Pacific Tennis Classic Brisbane   | GP World Series | 50 000 $  | Gazon (ext.) | Chris Lewis        | Mark Edmondson Mike Estep     | 7-5, 4-6, 7-64 |  |
| 5  | 26-04-1982 | Hilton Head WCT Hilton Head             |                 | 300 000 $ | Terre (ext.) | Mark Edmondson     | Van Winitsky Alan Waldman     | 6-1, 7-5       |  |

### Finales en double messieurs
| No | Date       | Nom et lieu du tournoi                              | Catégorie       | Dotation  | Surface         | Vainqueurs                       | Partenaire         | Score         |          |
| -- | ---------- | --------------------------------------------------- | --------------- | --------- | --------------- | -------------------------------- | ------------------ | ------------- | -------- |
| 1  | 25-09-1978 | British Hard Court Bournemouth                      | GP World Series | 50 000 $  | Terre (ext.)    | Louk Sanders Rolf Thung          | David Carter       | 6-3, 6-4      |          |
| 2  | 01-10-1979 | Island Holidays Pro Tennis Maui                     | Grand Prix      | 100 000 $ | Dur (ext.)      | John Lloyd Nick Saviano          | Francisco González | 7-5, 6-4      |          |
| 3  | 22-10-1979 | Tournoi de tennis du Japon Tokyo                    |                 | 125 000 $ | Terre (ext.)    | Colin Dibley Pat Dupré           | Francisco González | 3-6, 6-1, 6-1 |          |
| 4  | 25-02-1980 | US National Indoor Tennis Championships Memphis     |                 | 250 000 $ | Moquette (int.) | Brian Gottfried John McEnroe     | Tomáš Šmíd         | 6-3, 6-7, 7-6 |          |
| 5  | 06-10-1980 | Robinson's Classic Brisbane                         | GP World Series | 50 000 $  | Gazon (ext.)    | John McEnroe Matt Mitchell       | Phil Dent          | 8-6           |          |
| 6  | 08-03-1982 | ATP Linz Linz                                       | Grand Prix      | 75 000 $  | Terre (ext.)    | Anders Järryd Hans Simonsson     | Paul Kronk         | 6-2, 6-0      |          |
| 7  | 05-07-1982 | Miller Lite Hall of Fame Championships Newport (RI) |                 | 100 000 $ | Gazon (ext.)    | Andy Andrews John Sadri          | Syd Ball           | 3-6, 7-6, 7-5 |          |
| 8  | 19-07-1982 | Head Cup Kitzbühel                                  |                 | 100 000 $ | Terre (ext.)    | Mark Edmondson Kim Warwick       | Pavel Složil       | 4-6, 6-4, 6-3 |          |
| 9  | 04-10-1982 | Melbourne Indoor Melbourne                          | Grand Prix      | 100 000 $ | Moquette (int.) | Francisco González Matt Mitchell | Syd Ball           | 7-6, 7-6      |          |
| 10 | 12-12-1983 | Robinson’s New South Wales Open Sydney              |                 | 125 000 $ | Gazon (ext.)    | Mike Bauer Pat Cash              | Broderick Dyke     | 7-6, 6-4      | Parcours |
| 11 | 19-12-1983 | South Australian Open Adélaïde                      |                 | 75 000 $  | Gazon (ext.)    | Craig Miller Eric Sherbeck       | Broderick Dyke     | 6-3, 4-6, 6-4 |          |